# (10579) Diluca
(10579) Diluca est un astéroïde de la ceinture principale.

## Description
(10579) Diluca est un astéroïde de la ceinture principale. Il fut découvert le 20 juillet 1995 à Bologne par l'observatoire San Vittore. Il présente une orbite caractérisée par un demi-grand axe de 3,06 UA, une excentricité de 0,06 et une inclinaison de 8,9° par rapport à l'écliptique.

## Compléments